# مقاومت (ترانه)
«مقاومت» (به انگلیسی: Resistance) یک تک‌آهنگ از میوز است که در سال ۲۰۱۰ میلادی منتشر شد. این تک‌آهنگ در آلبوم مقاومت (آلبوم) قرار داشت.
این تک‌آهنگ در چارت‌های جزو ده ترانه اول قرار گرفت.